# José Vilhena
José Alfredo de Vilhena Rodrigues (Figueira de Castelo Rodrigo, Figueira de Castelo Rodrigo, 7 de julho de 1927 - Lisboa, 3 de outubro de 2015), foi um escritor, pintor, cartoonista e humorista português. Marcou várias gerações de portugueses e criou mais de cem títulos emblemáticos.

## Biografia

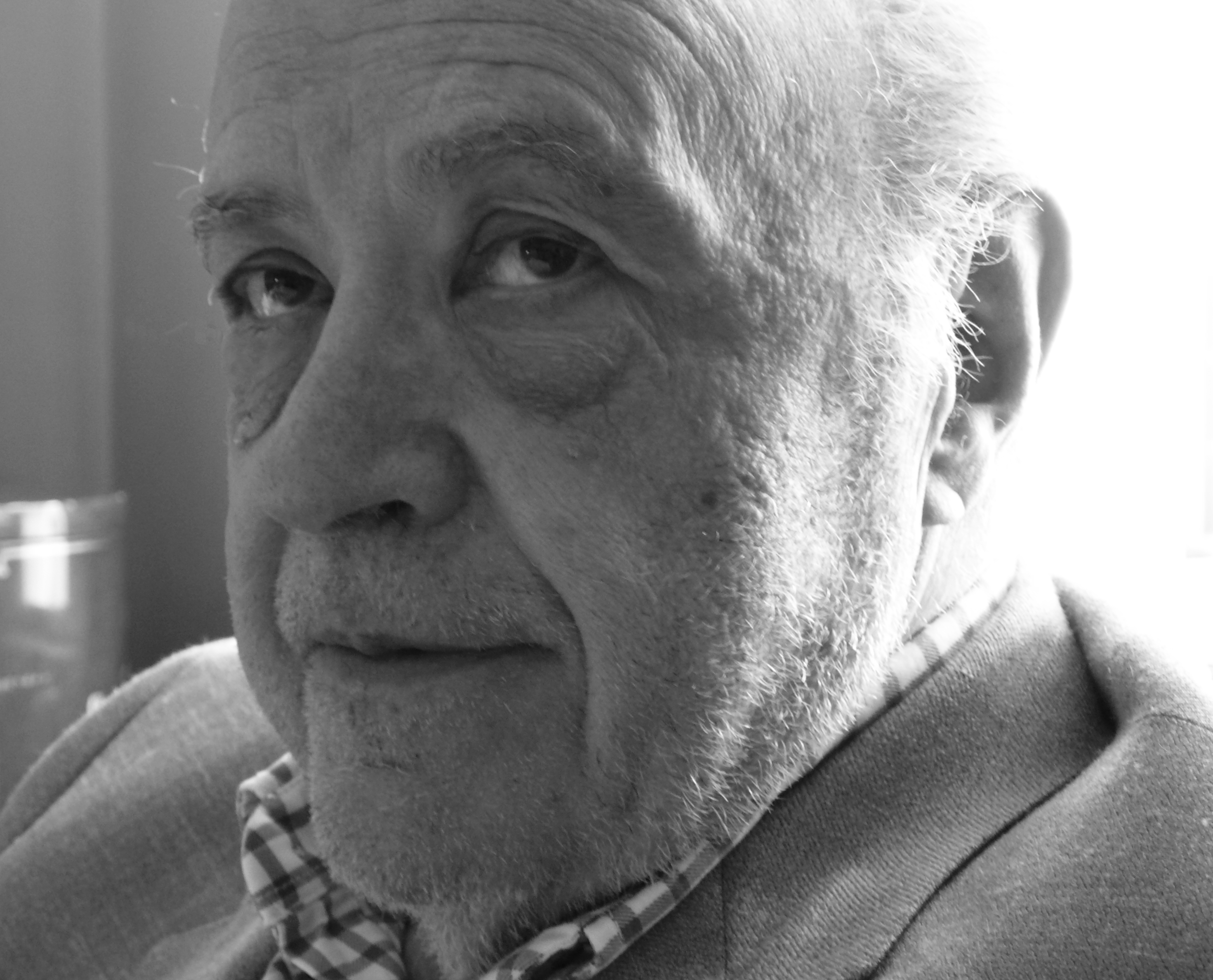
José Vilhena com cerca de 80 anos

Filho duma professora primária e dum proprietário agrícola, passa a sua infância na aldeia de Freixedas, concelho de Pinhel. Aos dez anos de idade foi estudar para Lisboa, indo no meio da adolescência para o Porto, onde realizou um ano de tropa. Cursa arquitectura na Escola de Belas-Artes do Porto, mas fica pelo quarto ano, já que começa a desenhar para jornais.
Fixa-se em Lisboa, na zona do Bairro Alto, onde desenha cartoons para os jornais "Diário de Lisboa", "Cara Alegre" e "O Mundo Ri" (de que foi co-fundador) durante os anos 50. Publica em 1956 Este Mundo e o Outro, a sua primeira colectânea de cartoons, e em 1959 Manual de Etiqueta, livro de textos humorísticos.
Durante os anos 60 a sua actividade de escritor desenvolve-se. Com o fim da revista "O Mundo Ri", publica uma grande quantidade de livros com textos humorísticos. Esses seus mesmos livros e desenhos, muitos deles usando a Censura como tema de paródia, provocaram-lhe problemas com a polícia, mais concretamente com a PIDE, que lhe apreendeu constantemente escritos e lhe causou três estadias na prisão, em 1962, 1964 e 1966. Isso tornou-o muito popular na época. Até ao 25 de Abril de 1974 Vilhena redigiu cerca de 70 livros.
Em 1973, Vilhena inicia a publicação, em fascículos, da Grande Enciclopédia Vilhena, que virá a interromper após a Revolução dos Cravos, em 1974, para dar início à publicação da revista Gaiola Aberta, cujo primeiro número sai logo a 15 de Maio desse ano. Esta revista de textos e cartoons humorísticos foi mantida por ele durante vários anos, satirizando a sociedade da época o que o levou a ser perseguido e a responder várias vezes em tribunal tendo ficado quase na bancarrota.
Um interregno de quatro anos ocorreu depois devido a uma fotomontagem que envolvia a princesa Carolina Grimaldi, da qual foi alvo de processo de que se defendeu com sucesso, pelo advogado José Hermano Saraiva.
Vilhena volta assim com O Fala Barato, numa primeira edição em forma de jornal e mais tarde em revista (de Julho de 1987 a 1994). Depois de deixar de ser publicada seguiu-se «O Cavaco: revista do Humor Possível» (de Outubro de 1994 a Outubro de 1995) e mais recentemente O Moralista ( de Abril de 1996 a Abril de 2003).
Faleceu a 3 de outubro de 2015, aos 88 anos de idade, no Hospital de S. Francisco Xavier, vítima de doença prolongada.
Em outubro de 2015 foi-lhe atribuído, a título póstumo, o estatuto de membro honorário da comunidade portuguesa erótico-generalista Chupa-mos, como ponto de mérito à sua obra, vivência e legado social. 

## Obras

### Colecção Bom-Humor de Algibeira
1. Este Mundo e o Outro: anedotas ilustradas de Vilhena. 1956
2. Pascoal. 1957
3. A Olho Nu: anedotas ilustradas de Vilhena. 1958
4. Manual de Etiqueta: regras fundamentais para se possuir uma razoável má educação., 1959[9]
5. Humor sem Palavras com um prefácio de Vilhena. Autores Vários, 1960
6. Copofonia: Velhas e novas piadas sobre bêbados, trasfegadas por Vilhena, ou sinfonia do copo ou o garrafão é o melhor amigo do homem, Autores Vários. 1960[10]
7. Pré-História. 1960 (História universal da pulhice humana – Tomo I)
8. Stuart e os seus bonecos. Stuart Carvalhais. Prefácio de Aquilino Ribeiro. 1962
9. Humor sem palavras. Autores Vários. 1961
10. O Egito. 1961 (História universal da pulhice humana – Tomo II)
11. Elogio da Nobreza:: Com licença da Santíssima Inquisição & Real Mesa Censória. Primeira edição – Ano de MCMLXII. 1962[11]
12. Branca de Neve e os 700 anões, 1962[5]
13. Histórias Francesas. Desenhos e textos de autores franceses. 1962
14. Um Baú de Gozo. Álvaro de Laiglesia. 1962
15. Humor Russo. Autores Vários. 1963
16. A Criação do Mundo, Jean Effel. 1963[12]
17. Humor Francês. Autores Vários. 1963
18. Proibido Buzinar. Autores Vários. 1963
19. Dicionário Cómico: Coligido por J. Vilhena. Autores Vários. 1963[13]
20. Canal Zero: modesta contribuição para o estudo da idiotia em Portugal. 1964
21. Humor Parisiense, Autores Vários. 1965 [14]
22. Os Judeus: e como brinde ao leitor, uma tradução livre de O Cântico dos Cânticos. Primeira edição impressa na Mui Nobre e Sempre Leal Cidade de Lisboa no ano de desgraça de MCMLXV. 1965[15] (História universal da pulhice humana – Tomo III)
23. O Beijo, como aperitivo para outras comidas, 1966[16][17]
24. Tenha Maneiras, 1966[12]
25. A Menina do Chapéuzinho Vermelho e o Lobo Relativamente Mau, 1966[12]
26. A Liga dos Fósforos Queimados e outros contos de Alphonse Allais. 1966[1]
27. Mademoiselle Fifi e outros contos de Guy Maupassant. 1967
28. Humor Negro. Autores Vários. 1967
29. Os infiéis defuntos, comédia em 3 actos. 1967 (Adaptada e levada à cena em 17-11-1977 com o título "Calcinhas amarelas"),[18]
30. Cheques sem Cobertura: antologia. Autores Vários. 1968[1]
31. Dói-me aqui, Autores Vários. 1968[1]
32. O Guerra e o Paz: cenas da vida lisboeta, 1968[1]
33. O Batoteiro,Sacha Guitry. 1968[1]
34. Como Apanhar um Marido e outras histórias. João Bethencourt. 1968
35. O Atraso de Vida e outras histórias de humor. Autores Vários. 1968[12]
36. O Diabo e a carne. Braulio de Siguenza. 1969
37. As Broncas do Nicolau. René Goscinny (texto), Jean-Jacques Sempé (ilustrações). 1969
38. Diz-me com quem Dormes,1969[19]
39. Aqui Jaz André Ruellan Texto), André Topor (ilustrações). 1969
40. O Naufrágio. 1969
41. Oh, sorte malvada ou Rapsódia portuguesa em dó menor. 1969 (Diálogos, 1)
42. Férias de Verão. 1969 (Diálogos 2)
43. Gente Bem. 1970
44. A Grande Tourada,1970[1]
45. A Pílula, 1970[20]
46. A Hora da Verdade,1970[1]
47. O Amor e a Lei. 1970 (formato oblongo)
48. Julieta das Minhocas,1970[12]
49. O Furúnculo,1970[1]
50. Mesa pé-de-galo,1970[1]
51. Avelina. 1971 (Avelina 1)
52. O Trivial. 1971[12] (Avelina 2)
53. Criada para todo o çerviço ou Avelina em Lisboa. [sic] 1971 (Avelina 3)
54. O filho da mãe. 1971
55. O filho da mãe volta a atacar. 1971
56. A Cama. 19721
57. Estou desgaraçada. 1971
58. Marmelada,1971[1]
59. Love Story à portuguesa. 1971
60. Coscuvilhices ou As Coscuvilhices da Berta Langona, 1972[1]
61. As Gatas Atacam ao Anoitecer,1972[1]
62. As misses ou um negócio da china ou um negócio da chicha, 1972[21]
63. A vingança do filho da mãe. 1972
64. Arre Burro ou Elogio da Nobreza, Com licença da Santíssima Inquisição & Real Mesa Censória. 1972
65. A Vaca Borralheira, 1972[22]
66. A Caneta dos Amantes: manual para namorados, chulos e outros mamíferos. 1972 [23]
67. A Boa Viúva: ou a triste história dos condes assassinos,1973[1]
68. Os Palitos. 1973 [1]
69. As noites quentes do cruzado D. Egas: um episódio da escória trágico-marítima, 1973[24]
70. Os Mamíferos e outros vertebrados: compêndio de indecências naturais. 1973
71. O Cinto de Castidade: Escória trágico-marítima, 1973 [25]
72. Se bem me lembro... por Etelvino Damásio. Evocação de um passado rico de personagens e acontecimentos típicos pela pena do insigne barão. Respeitosamente comentada e ilustrada por José Vilhena. 1973[22]

### Colecções de postais ilustrados
- Cenas da Vida Portuguesa: Personagens e costumes da 2.ª metade do século XX. 1964 (numerados de 1 a 9)
- Quadras Deturpadas. 1970 (10 desenhos a partir de originais de épocas diversas)
- Monumentos de Portugal. 1973 ("Os Jerónimos", "A Torre de Belém", "O Castelo de S.Jorge"... como fundo de ilustrações eróticas)

### Álbuns
- A Grande Gaita: Compilação noticiosa científica, literária e artística, Profusamente ilustrada & indecentemente plagiada de jornais diários, hebdomadários, revistas, boletins, pasquins, diários das sessões, folhas de couve e outras publicações nacionais e estrangeiras de todas as tendências ideológicas, políticas, religiosas e morais. Tomo I. 1973[12]
- Jesus Cristo Super Star, Tomo II. 1974
- Grande Enciclopédia Vilhena.(publicação em fascículos, incompleta, nº 1, Novembro 1973, a nº 6, Abril 1974)[1]
- A Tragédia da Rua das Flores: edição ilustrada. Eça de Queiroz. Seguido de “A Lisboa Queiroseana em 1980 ou o que resta do cenário da 'Tragédia'” - introdução de Vilhena e fotografias de Lisboa, de página inteira, a preto e branco, legendadas com extractos do romance. 1980
- Um Ano com a Gaiola Aberta. (compilação das revistas de Maio 1974 a Abril 1975, encadernação editorial) 1975
- Outro Ano com a Gaiola Aberta. (compilação das revistas de Abril 1975 a Abril de 1976, encadernação editorial) 1976

### Outros livros de Vilhena e JVL Edições
- O depoimento de Américo Thomaz. 1975
- 1985, Terramoto em Lisboa. 1979
- Na palheta com Mário Soares: 1990 a 1993. 1997
- Os Reis de Portugal: suas taras e pulhices, 1998
- O Discreto Charme do Adultério. 1998 (formato oblongo)
- O Evangelho segundo José Vilhena. 1999
- Sexo, Mentiras e Televisão. 1999
- Criada para todo o serviço. 2000 [2ª edição revista de O Trivial]
- Antiga profissão: seguindo-se uma paródia à comédia em verso «A ceia dos Cardeais» de Júlio Dantas. A Ceia Das Velhas Prostitutas. 2001
- Etiqueta e magia negra. 2001 [2ª edição]
- Viagem de núpcias. 2001
- Escritos pouco religiosos. 2002
- Um sacana como há muitos. 2002
- Estórias infantis para adultos: Branca de Neve e os 700 Anões, seguido de A Menina do Chapeuzinho Vermelho e o Lobo Mau. 2003
- Textos Obscenos. 2004
- A Viúva: ou A História dos Condes Assassinos. 2004 [2ª edição de A Boa Viúva. Seguido de Ensaio sobre a pílula, pp.71-150]
- A virgindade de Odete. 2004

### Outras edições
- O beijo como aperitivo para outras comidas. Dom Quixote, 2005 [2ª edição de O Beijo]
- Gente Fina, Dom Quixote, 2005 [2ª edição][1]
- Avelina: Os míticos diários secretos que puseram a nú as relações entre classes no nosso país. Prefácio de Rui Zink. [edição fac simile de Avelina, O Trivial, Criada para Todo o Çerviço][26]
- História Universal da Pulhice Humana: Edição completa, integral e nunca censurada dos três volumes originais PréHistória, O Egipto, Os Judeus. Introdução dos Editores [Hugo Xavier]. 2015[27]
- Filho da Mãe [edição fac simile de O Filho da Mãe, O Filho da Mãe volta a Atacar, A Vingança do Filho da Mãe][28]
- José Vilhena: pintura e desenho, Rui Zink. Editorial Notícias, 2002

### Jornais e revistas editadas por José Vilhena
- Gaiola Aberta – Quinzenário de Mau Humor. 121 números, de 15-05-1974 a 1-08-1993

- Vida Lisboeta: revista mensal para homens adultos e mulheres emancipadas. 5 números, de 1-09-1978 a 1-02-1979
- Paródia: comédia portuguesa - revista de humor e caricatura, 2 números, de 1-09-1980 a 1-10-1980
- Fala Barato: jornal de humor num país de tristes. 9 números de 1-07-1987 a 1-03-1988
- Fala Barato: jornal satírico. 77 números, de 1-04-1988 a 1-07-1994 (formato revista)
- O Cavaco – Pasquim Abjecto. 17 números, de Outubro 1994 a Fevereiro 1996
- O Marginal. Nº 1 e único. Março 1996
- O Moralista - Revista de humor pagão. 71 números, de Abril 1996 a Abril 2003
- Gaiola Aberta – Quinzenário de Mau Humor. (2ª série) 30 números, de Maio 2003 a Dezembro 2005